# Leanard Zajac
Leanard Iosifawicz Zajac (biał. Леанард Іосіфавіч Заяц, lub Lawon Jazepawicz Zajac, biał. Лявон Язэпавіч Заяц; ur. w marcu 1890 w Dołhinowie, zm. 23 września 1935 w Ufie) – białoruski działacz polityczny, publicysta, autor wspomnień; delegat na I Zjazd Wszechbiałoruski; od 1918 roku pełnił szereg funkcji w Białoruskiej Republice Ludowej (BRL), m.in. sekretarza rządu, kontrolera państwowego i szefa misji dyplomatycznej w Berlinie; więziony przez władze radzieckie, zmarł w niewoli.

## Życiorys
Urodził się we wsi Dołhinów, w powiecie wilejskim guberni wileńskiej Imperium Rosyjskiego, obecnie w rejonie wilejskim obwodu mińskiego Białorusi. Ukończył Imperatorski Uniwersytet Sankt Petersburski, zdobywając wykształcenie prawnika. W latach 1914–1916 pracował w Wileńskim Urzędzie Akcyzowym, a w latach 1916–1917 pełnił funkcję pierwszego (odpowiedzialnego) sekretarza Mińskiego Oddziału Wszechrosyjskiego Związku Ziemskiego.

### Początki działalności w ruchu białoruskim
Co najmniej od 1916 roku kontaktował się z białoruskim ruchem narodowym, bywając na spotkaniach jego działaczy w „Białoruskiej Chatce” na ul. Zacharzewskiej w Mińsku. Od marca 1917 roku wchodził w skład Białoruskiej Partii Ludowych Socjalistów (BPLS), ugrupowania o programie konstytucyjno-demokratycznym. 7–9 kwietnia (25–27 marca st. st.) 1917 roku brał udział jako przedstawiciel BPLS w zjeździe białoruskich organizacji narodowych w Mińsku, który opowiedział się za autonomią Białorusi w składzie demokratycznej federacji rosyjskiej. W jego trakcie został wybrany na członka prezydium Białoruskiego Komitetu Narodowego (BKN). Należał do ścisłego kierownictwa tej organizacji, wyznaczającego jej kierunek działalności. W czasie kolejnego zjazdu białoruskich organizacji i partii narodowych 21–23 lipca (8–10 lipca st. st.) 1917 roku, na znak protestu przeciwko działaniom delegatów z Białoruskiej Socjalistycznej Gromady (BSG), wraz z delegatami z BPLS opuścił posiedzenie. 23 lipca (10 lipca st.st.) 1917 roku BKN został rozwiązany.
W lipcu 1917 roku Leanard Zajac wziął udział w wyborach municypalnych i zdobył mandat deputowanego do mińskiej dumy miejskiej z listy BPLS.

### I Zjazd Wszechbiałoruski i Białoruska Republika Ludowa

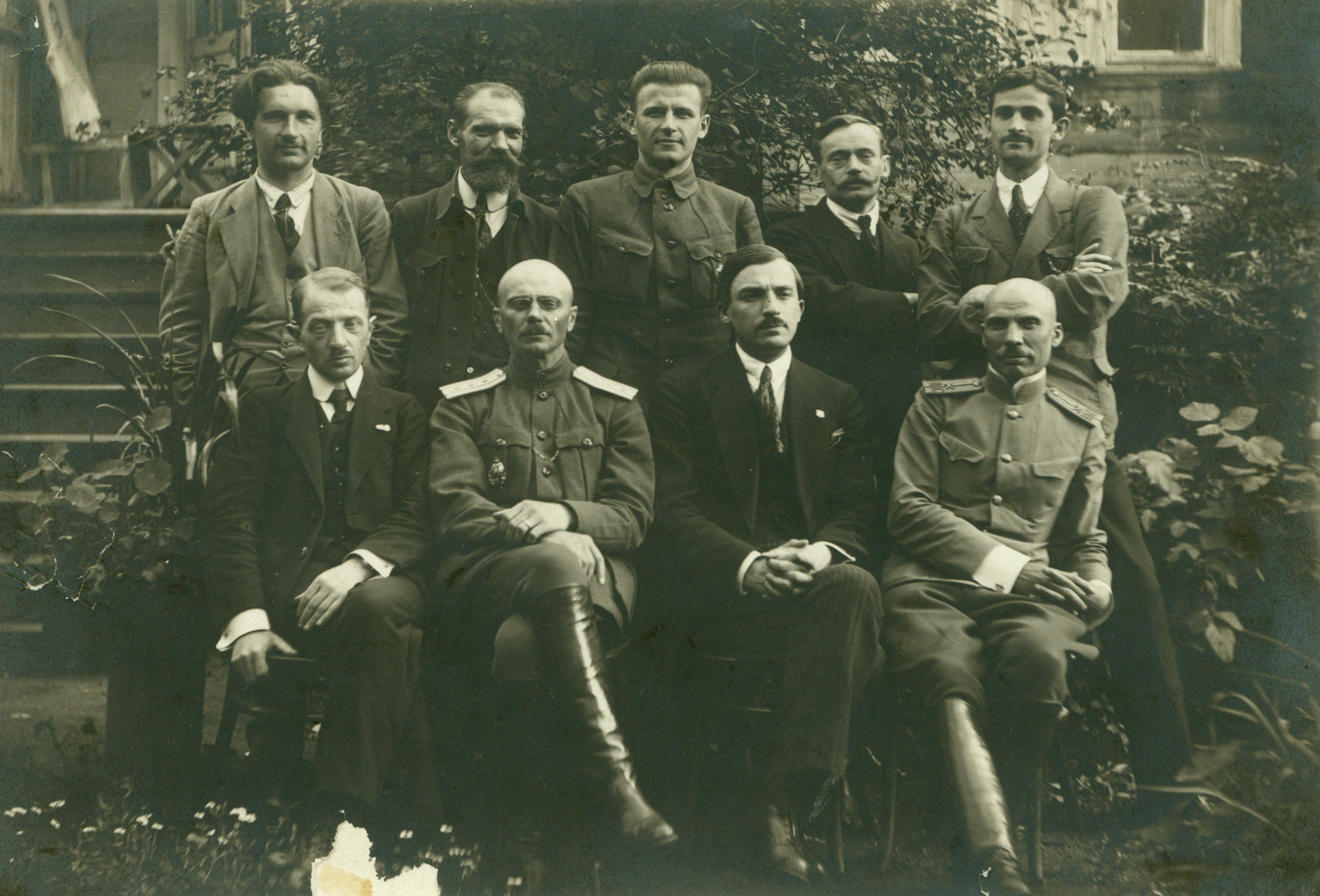
Ludowy Sekretariat Białorusi; Leanard Zajac z tyłu pierwszy z prawej

Leanard Zajac brał udział w I Zjeździe Wszechbiałoruskim, odbywającym się 18–30 grudnia (5–17 grudnia st. st.) 1917 roku w Mińsku. W jego trakcie, 26 grudnia (13 grudnia st. st.) wybrano go na członka Rady Zjazdu. 21 lutego 1918 roku objął stanowisko sekretarza w utworzonym przez Radę Ludowym Sekretariacie Białorusi, będącym zalążkiem rządu przyszłej Białoruskiej Republiki Ludowej. Kontynuował pracę w tej funkcji po ogłoszeniu niepodległości BRL 25 marca 1918 roku w Ludowym Sekretariacie Białorusi pod kierownictwem Jazepa Waronki. Na przełomie kwietnia i maja 1918 roku, w wyniku rozłamu w BSG poparł Białoruską Partię Socjalistów-Rewolucjonistów (BPSR), jednak już 14 maja należał do tzw. frakcji Bloku, do której należały: BSG, Białoruska Partia Socjalistów-Federalistów, Białoruska Partia Socjaldemokratyczna i Białoruska Ludowa Partia Socjalistów. 9 czerwca (26 maja st.st.) 1918 roku nie znalazł się w nowym rządzie pod kierownictwem Romana Skirmunta, nadal jednak pracował jako sekretarz w gabinecie Jazepa Waronki, który nie uznał rządu Skirmunta i działał równolegle. 12 lipca 1918 roku został członkiem Białoruskiego Rządu Tymczasowego, utworzonego przez Jazepa Waronkę w opozycji do Ludowego Sekretariatu Białorusi Skirmunta. 22 lipca 1918 roku wszedł w skład komisji ds. międzynarodowych nowego Ludowego Sekretariatu Białorusi pod kierownictwem Iwana Sierady. W połowie listopada 1918 roku został mianowany przez kolejnego szefa rządu, Antona Łuckiewicza, na stanowisko kontrolera państwowego.
Po zajęciu Mińska, a potem Wilna przez bolszewików, Leanard Zajac przeniósł się na przełomie 1918 i 1919 roku do okupowanego jeszcze przez Niemców Grodna. Tam u boku premiera Antona Łuckiewicza kontynuował działalność w strukturach BRL. W pierwszych dniach stycznia 1919 roku został wyznaczony przez Łuckiewicza do utworzonego przez Niemców Tymczasowego Komitetu Miejskiego, gdzie reprezentował Białorusinów. 9 lutego 1919 roku wziął udział w zorganizowanym przez Łuckiewicza zebraniu białoruskich organizacji, na którym podjęto decyzję o rozpoczęciu negocjacji z polskim rządem na temat utworzenia polsko-białoruskiej federacji. Warunkiem jednak miało być uznanie przez stronę polską Rady Ministrów BRL za oficjalny rząd Białorusi, do czego nie doszło. 19 marca 1919 roku w Grodnie uczestniczył w kolejnym białoruskim zebraniu, tym razem reprezentując Białoruską Partię Socjaldemokratów. 22 marca 1919 roku wraz z grupą polityków BRL opuścił Grodno i udał się do Berlina, gdzie 4 maja utworzył Misję Dyplomatyczną BRL w Niemczech. Na początku był pełniącym obowiązki szefa, a od 25 sierpnia – szefem Misji. 27 października 1919 roku Misja została zredukowana przez Łuckiewicza, a Leanard Zajac otrzymał polecenie powrotu wraz ze środkami finansowymi rządu do Mińska. Polecenia jednak nie wykonał. Według innego źródła został zwolniony ze stanowiska szefa misji ze względu na stan zdrowia.

### Działalność po rozłamie Rady BRL
Po rozłamie Rady BRL 13–14 grudnia 1919 roku został kierownikiem kancelarii i sekretarzem państwowym w Ludowej Radzie BRL. W październiku 1920 roku tymczasowo stanął na czele Białoruskiego Biura Prasowego w Berlinie. W 1925 przebywał na emigracji politycznej w Czechosłowacji, gdzie m.in. leczył się w sanatorium i pisał wspomnienia. W 1925 roku wziął udział w II Konferencji Wszechbiałoruskiej w Berlinie, na której uznał władze radzieckie w Mińsku za jedyne centrum narodowego i państwowego odrodzenia Białorusi. W tym samym roku przyjechał do Białoruskiej SRR. Pełnił w niej funkcję konsultanta-inspektora Urzędu Budżetowego Ludowego Komisariatu Finansów Białoruskiej SRR. 19 lipca 1930 roku został aresztowany przez DPU Białoruskiej SRR i oskarżony o działalność w fikcyjnym antyradzieckim „Związku Wyzwolenia Białorusi”. 10 kwietnia 1931 roku został uznany winnym członkostwa w kontrrewolucyjnej organizacji i antysowieckiej agitacji. Skazano go na 5 lat zesłania do Ufy w Baszkirskiej ASRR. 25 lipca 1935 został aresztowany ponownie przez NKWD. Zmarł w więzieniu podczas śledztwa 23 września 1935 roku.
10 czerwca 1988 został zrehabilitowany.

## Prace i archiwizacja dokumentów
Leanard Zajac jest autorem artykułów publicystycznych i wspomnień na temat działaczy białoruskiej kultury. Był też jednym z głównych depozytariuszy dokumentów Białoruskiej Republiki Ludowej w czasie, gdy większość jej struktur przestała już funkcjonować.

## Utwory
- Maksim Bahdanowicz. W: Szlach paeta: Zbornik uspaminau i bijahraficznych materyjałau pra Maksima Bahdanowicza. Mińsk: 1975. (biał.). Brak numerów stron w książce

## Życie prywatne
Leanard Zajac przez wiele lat, co najmniej od 1916 roku, chorował na gruźlicę. Od jesieni 1916 roku był znajomym białoruskiego poety Maksima Bahdanowicza.